# خدنگ خاکستری دماغه
خدنگ خاکستری دماغه (نام علمی: Galerella pulverulenta) نام یک گونه از سرده باریک‌خدنگ است.